# Église Saint-Jean-Baptiste de Coulgens
L'église Saint-Jean-Baptiste est une église catholique située à Coulgens, en France.

## Localisation
L'église est située dans le département français de la Charente, sur la commune de Coulgens.

## Historique
L'édifice est classé au titre des monuments historiques en 1955.